# Presidente da Eritreia
O presidente da Eritreia é o chefe de estado e de governo do Estado da Eritreia. O cargo foi criado em 1993, após a Eritreia se ter tornado independente da Etiópia. Atualmente, e desde a independência, o presidente da Eritreia é Isaias Afewerki.

## Presidente (1991-presente)
| №                                          | Retrato                                    | Nome                                       | Mandato                                    | Mandato                                    | Eleição                                    | Partido                                    |
| Governo Provisório da Eritreia (1991-1993) | Governo Provisório da Eritreia (1991-1993) | Governo Provisório da Eritreia (1991-1993) | Governo Provisório da Eritreia (1991-1993) | Governo Provisório da Eritreia (1991-1993) | Governo Provisório da Eritreia (1991-1993) | Governo Provisório da Eritreia (1991-1993) |
| ------------------------------------------ | ------------------------------------------ | ------------------------------------------ | ------------------------------------------ | ------------------------------------------ | ------------------------------------------ | ------------------------------------------ |
| 1                                          |                                            | Isaias Afewerki (n.1946)                   | 27 de abril de 1991                        | 24 de maio de 1993                         | —                                          | EPLF                                       |
| Estado da Eritreia (1993-presente)         |                                            |                                            |                                            |                                            |                                            |                                            |
| 1                                          |                                            | Isaias Afewerki (n.1946)                   | 24 de maio de 1993                         | Presente                                   | —                                          | EFDJ                                       |